# Zvon
Zvonul este o informație, adevărată sau nu (dar cu aparență de adevăr), pusă la dispoziția unui auditoriu și propagată apoi spontan, o informație ce se dorește a fi autentică și cu caracter de noutate, cu posibilități minime de verificare, de cele mai multe ori tendențioasă, care circulă paralel și în mod frecvent în contrasens cu informațiile transmise prin mijloacele oficiale de comunicare.
Zvonul, ca important mijloc de comunicare în masă informal, are o serie de trăsături specifice, din care cele mai reprezentative sunt următoarele:
- caracterul predominant informațional;
- noutatea;
- intenționalitatea;
- corelarea conținutului său cu speranțele și așteptările;
- temeiurile de credibilitate. Credibilitatea zvonului este strâns legată de persoana care-l aduce la cunoștință.

Din punct de vedere a profilului psihologic, individul care răspândește zvonuri are, în general, o poziție marginală în rețeaua sa relațională. Este izolat, și, de aceea, atent la a prelua informații din surse neoficiale pe care le poate valorifica sub forma bârfei și a zvonului. El vede potențialul fructificării acestor informații care îi oferă pentru o scurtă perioadă o poziție centrală în grupul de apartenență. Ajunge să fie “cineva”. Părerea lui contează.
Folosit în cadrul războiului psihologic, zvonul are ca finalitate modificarea concepției, atitudinii, opțiunilor și comportamentului forțelor adversarului sau neutrilor, afectarea sau influențarea voinței factorilor de decizie sau a liderilor inamici de a acționa, precum și a puterii de înțelegere și percepție a lor privind o anumită situație.
Conform DEX, persoana care creează, lansează și răspândește zvonuri se numește „zvonist”, „zvonac” sau „zvonar”. În urma unor apariții televizate ale grupului umoristic Divertis, în limbajul colocvial au pătruns termenii „zvoner” (persoană care creează și lansează zvonuri) și „răspândac” (persoană care preia și răspândește aceste zvonuri).
Activitatea de creare, lansare și răspândire a zvonurilor a intrat în limbajul colocvial ca „zvonistică”.

## Mecanismul transformării zvonului în realitate
Cercetătorii de la Școala de Management Kellogg și Universitatea Stanford Derek Rucker și David Dubois, după patru experimente independente, au constatat că principalul motiv pentru transformarea zvonului în realitate este că conținutul mesajului/credinței este transmis, dar sentimentul de încredere sau incertitudine a vorbitorului cu privire la acest mesaj/credință nu este transmis. De exemplu, atunci când trimiteți un mesaj că un comerciant vinde un produs învechit, următoarele apar într-un lanț a trei cumpărători:
Primul îi spune celui de-al doilea că a auzit că un anumit comerciant vinde un produs învechit, iar câțiva oameni au fost otrăviți, dar nu știe cât de mult poți să crezi. Dar când transferați acest mesaj de la cea de-a doua persoană la a treia, cel mai probabil, mesajul principal (vânzarea de bunuri ne-proaspete) va fi salvat și va fi pierdută îndoiala în privința autenticității.

## Caracterul penal al zvonului
În România, Codul penal incriminează zvonul atunci când are ca scop sau ca rezultat defetismul. Art. 349 C.P. stipulează că răspândirea sau publicarea, pe timp de război, de zvonuri sau informații false, exagerate sau tendențioase, relative la situația economică, politică la starea morală a populației în legătură cu declararea și mersul războiului, precum și săvârșirea altor asemenea fapte de natură să slăbească rezistența morală a populației țării constituie infracțiunea de defetism și se pedepsesc cu închisoare de la 5 la 15 ani și interzicerea unor drepturi.